# Кіпріаду
Кіпріаду (грец. Κυπριάδου) — район в північній частині Афін. Межує із муніципалітетами Галаці, Різуполі та районом Патісія.
Кіпріаду — перше передмістя, яке увійшло до складу муніципалітету Афіни. Основні площі району: Пападіамантіса, С. Папалукаса, С. Ніколопулоса, Каркавіца, а також безіменна в кінці вулиці Шуберта. Найбільша церква району — храм Успіння.